# Monilearia praeposita
Monilearia praeposita is een slakkensoort uit de familie van de Cochlicellidae. De wetenschappelijke naam van de soort is voor het eerst geldig gepubliceerd in 1872 door Mousson.